# KMZ-Dnepr

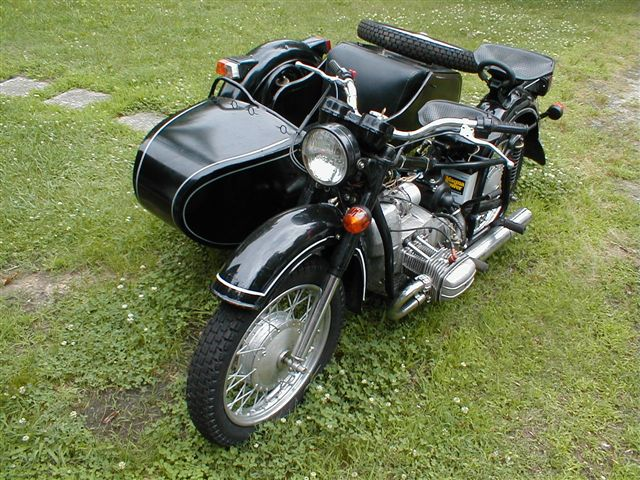
KMZ-Dnepr

KMZ-Dnepr är ett motorcykelfabrikat. Efter andra världskriget startade Sovjetunionen en andra fabrik för tillverkning av tunga sidvagnsmotorcyklar för i första hand militärt bruk, denna gång i Kiev, KMZ (Kiev Motorcycly Zavod = motorcykelfabriken i Kiev). Detta i syfte att komplettera den tidigare fabriken i Irbit, IMZ-Ural. Kievcyklarna är, liksom de från Irbit, baserade på BMW R-71. Fabrikens enda modell var under 1950- och 1960-talet en lätt modifierad  version av M-72 (som i sin tur är en sovjetisk kopia av BMW R71) som gick under namnet K-750. I slutet av 1960-talet utvecklades en ny motorvariant på 650cc (OHV). Det var i samband med den nya motorn som fabrikens motorcyklar började kallas "Dnepr" under namnet k-650. Under 1970-talet exporterades motorcykeln till Västeuropa med blandade framgångar. I samband med järnridåns fall och Sovjetunionens upplösning minskade intresset för motorcykelmodellerna och produktionen minskades drastiskt under 1990-talet. I mitten av 2000-talet ställde fabriken in produktionen, men långt in på 2010-talet pågick viss reservdelsproduktion i fabrikslokalerna.